# アフガンの少女

写真を参考に描かれたシャルバット・グーラの肖像画

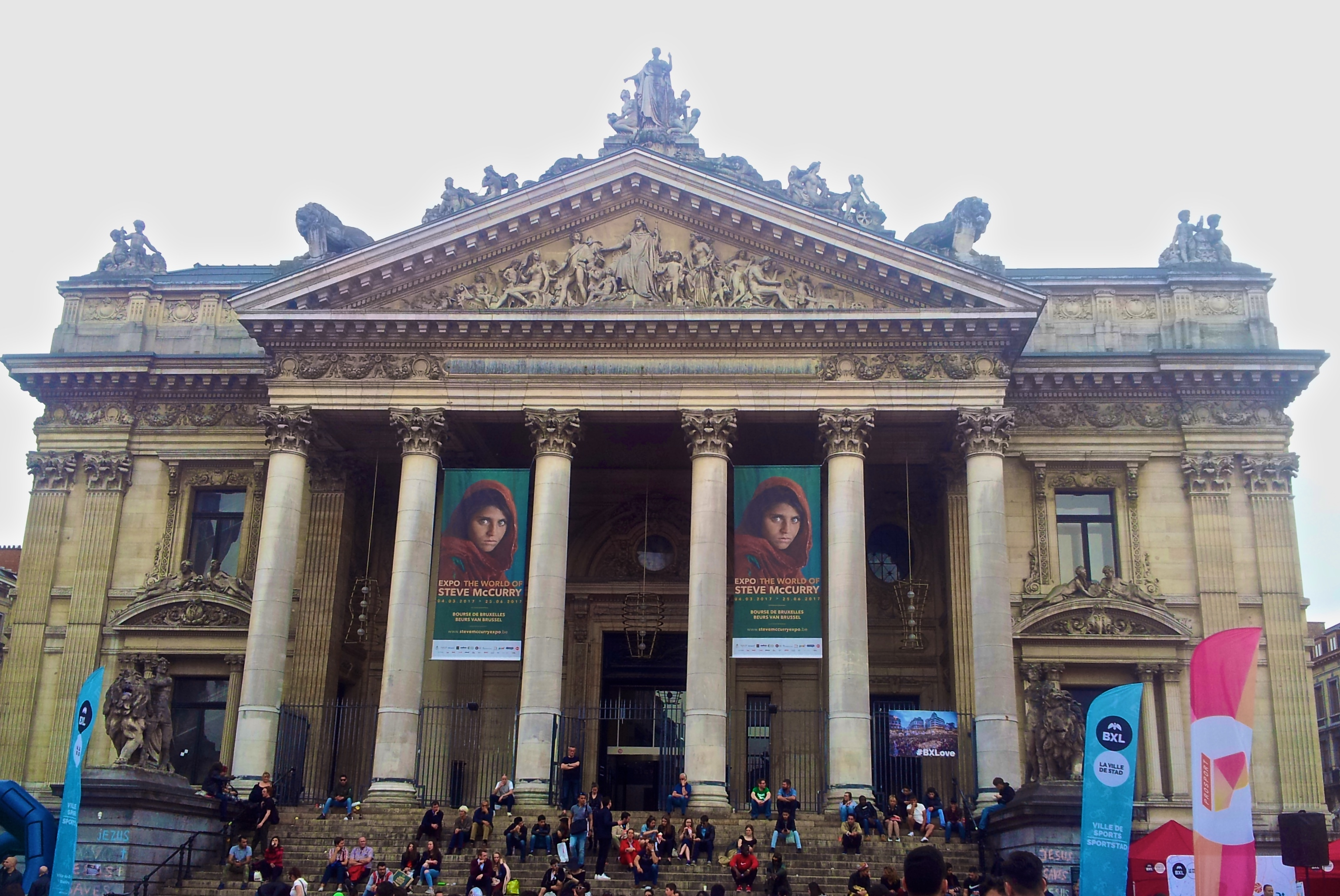
旧ブリュッセル証券取引所で行われたスティーブ・マッカリー写真展にて。2017年5月。

アフガンの少女（英: Afghan Girl、アフガンのしょうじょ）は、アメリカの報道写真家、スティーヴ・マッカリーが撮影した、アフガニスタン人シャーバート・グーラー（Sharbat Gula 、1972年 - ）のポートレイト。ナショナルジオグラフィックに掲載され、有名になった。その写真は、レオナルド・ダ・ヴィンチが描いた油彩画、モナ・リザを連想させ、しばしば「アフガンのモナリザ」とも呼ばれている。シャーバート・グーラーは2021年にタリバン暫定政権の樹立を受け、アフガニスタンを出国後、イタリアで難民認定を受けた。